# Santy Wellyanti
Santy Wellyanti (ur. 30 lipca 1990) w Kebumenie – indonezyjska wspinaczka sportowa, specjalizująca się we wspinaczce na czas. Wielokrotna medalistka mistrzostw Azji oraz plażowych igrzysk azjatyckich we wspinaczce sportowej.

## Kariera sportowa
W 2014 w tajlandzkim Phuket na plażowych igrzyskach azjatyckich we wspinaczce sportowej zdobyła srebrny medal drużynowo we wspinaczce na czas.
Dwukrotna drużynowa mistrzyni Azji we wspinaczce sportowej w sztafecie na czas w latach 2016 oraz w 2017.

## Osiągnięcia

### Mistrzostwa Azji
| Konkurencje        | 2016 | 2017 |
| Wspinaczka na czas | 11   | 4    |
| Sztafeta na czas   | 1    | 1    |

### Plażowe igrzyska azjatyckie
| Konkurencje      | 2014 |
| Sztafeta na czas | 2    |